# モノス

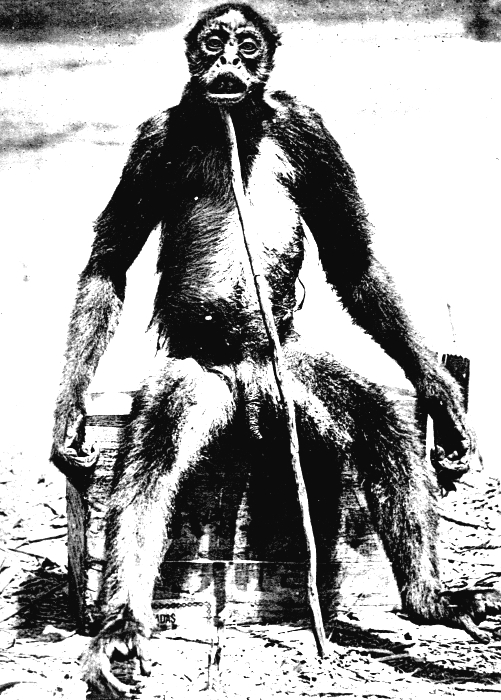
ド・ロワの類人猿

モノスは、ベネズエラで発見された未確認動物の一種。モノ・グランデ、ド・ロワの類人猿、ロイスの猿とも呼ばれる。発見時に射殺され、その死体を撮影した写真が現存していることで有名。しばしば未確認動物として紹介されるが、既知の動物、例えばクモザルであろうとするのが現在の主要な見解である。なお「モノス」はベネズエラの公用語であるスペイン語で猿そのものを表す言葉であり、「モノ・グランデ(mono  grande)」とは、日本語に言い換えれば「巨大な猿」となる。

## 概要
1920年、スイス人地質学者 フランソワ・ド・ロワ （François de Loys）率いる調査隊がベネズエラのジャングルへと向かい、タラ川付近の森で油田開発のための調査をしていたところ、2頭の奇妙な大型の猿と遭遇。その大猿は大きく咆哮しながら威嚇し、器用に手で物を掴んでは調査隊に向け投げつけてきた。危険を感じたド・ロワたちは銃で応戦し大きい方の1頭を射殺、やや小さいもう1頭は森の奥へと逃げていった。射殺された大猿の性別は雌で、身長は150cm前後だったという。また、尻尾が無いという特徴があった。ド・ロワは死体の保存を提案したが、今後の調査活動の妨げになる恐れがあるため断念。解体して食料とされた。解体される前に死体を石油缶の上に座らせ、顎の部分に支柱として木の棒を立てた状態を撮影した写真が残されている。なおド・ロワはこの大猿の頭蓋骨を証拠品として携行したが、現地でのアクシデントで破損させてしまい破棄している。そして発見から9年後の1929年、前述の写真を見た知人の人類学者ジョージ・モンタンドンが「新種のアメリカ類人猿」と題して Ameranthropoides loysi（アメラントロポイデス・ロワシ［ロイシ］）の学名を与えて発表した。「ロワのアメリカ猿人」の意味で、類人猿よりむしろ人類に近い名称であるが、これはモンタンドンが、この動物がアメリカ原住民の先祖であると考えたためである。もちろんそれは誤りであるが、彼がこのような説を唱えた背景には、人種差別意識（白人至上主義）があったとされる。 
日本にもこの情報が伝えられ、当時の動物図鑑等の書籍で、新発見の類人猿として紹介された事もある。
なお1954年にも、エル・モノ・グランデ峡谷を訪れたイギリス人ハンターが2頭の奇妙な大猿と遭遇したと伝えられる。不意をつかれたところを大猿に掴みかかられ地面に倒されたが、偶然手元に転がっていた岩で殴りつけ撃退したという。
2011年8月16日放送のフジテレビの番組内でお笑い芸人とスタッフが、生存の可能性を示唆するVTR撮影に成功した。

## 特徴
ド・ロワ並びに調査隊のメンバーは、遭遇したモノスについて次のような目撃証言を残している。
- 全身が黒っぽい色の体毛に覆われており、射殺するまで正確な容貌は判らなかった。
- 攻撃的な性質の生物で、自分の排泄物を投げつけたり、木の棒や石などを拾い上げては調査隊へと襲いかかってきた。
- 耳障りで非常に大きな奇声を発して威嚇する。
- 2頭のうち雄と思われる方を狙い銃撃したが、それをかばうようにして雌が弾丸を受け死亡した。
- 現地に生息する猿とは比べ物にならないほど体が大きく、特に腕が異常に長かった。

## 考察

### 仮説
モノスの正体については、現在のところ大きく分けて3つの仮説が唱えられている。
クモザル説
南米の森林地帯にごく普通に生息するクモザルの一種とする説。さらに踏み込んで言うなら、「ただの猿を奇怪な未知の動物としてでっち上げた」というものである。現存する写真の個体の身体的特徴はクモザルとほぼ一致しており、「さかんに大きな声で吠えた」という調査隊の証言も同種の特徴に当てはまる。ド・ロワはこの大猿の身長を150cm前後と主張しているが、近年になって写真を再検討した結果、写っている個体は大きくともせいぜい70cm程度という説が挙げられるなど、未確認動物説を疑問視する声も多い。またモノスには尻尾が無かったという証言に対して、クモザルには長い尻尾があるが、写真は正面から撮影しているので尾は見えないし、撮影前に尾を切断するなどの細工を施した可能性も否定できない。
現在のところ最も有力な説とされる。
変異種の猿説
突然変異や何らかの後天的要因で大型化した猿とする説。種類こそ異なるものの、桁外れに大型化した動物としてギュスターブやホグジラなどの実例があり、あながち非現実的な説ではない。ただし前述の通り重要な証拠物だった頭蓋骨が現存しないため、憶測の域を出ない。
新種の類人猿説
従来の分類に当てはまらない、新種の大型霊長類がベネズエラに生息しているという説。モンタンドンが発表した説で、尾がなく歯が32本であった事などを証拠とするが、上記のように尾の有無には疑問があり、頭骨も失われているので証明のしようがない。また人種偏見も指摘されているのは既に述べたとおりである。
いわゆる類人猿は、現生種も化石種も全て旧世界（アフリカ・アジア・ヨーロッパ）のみで発見されている。そもそも類人猿は狭鼻猿類（旧世界ザル）に属し、中南米の広鼻猿類（新世界ザル）とは全く別の系統である。

### 疑問点
ド・ロワらの発見直後の行動がずさんである事。例えば、見た事もない動物だったにも関わらず簡単なスケッチすら取っておらず、安易に解体し食料にしている。但し、一説によれば写真はたくさん撮影したものの、彼らの乗った船が川で転覆して失われたというが、真偽は不明。また、アクシデントがあったとはいえ、唯一の物理的証拠品である頭蓋骨を廃棄している点である。仮に予期せぬアクシデントに見舞われて破損するなどしたとしても、二度と入手できないかもしれないような大発見の証拠品であるなら一部だけでも持ち帰るのが普通であるが、それを丸ごと廃棄しているのは不自然である。また、そのアクシデントというのがどのような内容だったのか明かされていないことも疑問要素を深める。
アメリカの動物学者、アイヴァン・サンダーソンは、モノスについて「クモザルの一種に過ぎない」と発言している。なおサンダーソンは「オーパーツ」の名付け親として広く名を知られる超常現象研究家でもあり、未確認動物に関して造詣が深い彼が存在を否定した珍しい例である。